# Sinagoga Asociación Israelita Montefiore
La Asociación Israelita Montefiore (AIM) es una comunidad judía conservadora ubicada en Bogotá, Colombia. Fundada en noviembre de 1938 por judíos de habla alemana.

## Historia
En sus inicios, la AIM se conformó como un centro religioso, cultural y social para judíos de habla alemana en Bogotá. Con el tiempo, la comunidad atrajo a judíos de diversas procedencias, convirtiéndose en una congregación diversa e inclusiva. En 1963, la AIM se afilió al movimiento conservador, integrándose al Consejo Mundial de Sinagogas.

### Ubicación y Contacto
Su sede original se ubicaba en la Cra 20 #37-54, sitio donde ahora queda la casa del teatro nacional, su nueva sede inaugurada en 2002 se encuentra en la Carrera 20 #93-31, Bogotá, Colombia. El rabino actual es de procedencia chilena.